# 村石昭三
村石 昭三（むらいし しょうぞう、1928年2月7日 - ）は、日本の言語教育学者。国立国語研究所名誉所員。埼玉大学教育学部教授・東京家政大学教授を歴任。

## 人物
静岡県生まれ。東京文理科大学大学院心理学研究科修士課程修了。国立国語研究所所員、同言語教育研究部長。1989年、埼玉大学教育学部教授。1993年、退官、東京家政大学教授。
言葉の誤用を指摘する『お言葉ですが…』という題の本は、高島俊男より先に村石が出していた。

## 著書

### 単著
- 『入学前のコトバと文字の指導』明治図書出版　1965　シリーズ・現代家庭教育新書
- 『ことばのしつけ方 0歳から親子で対話を』文化出版局　1972　レモン新書
- 『ことば遊びの指導』すずき出版　1973
- 『ことばと文字の幼児教育』ひかりのくに　1974
- 『ことばあそびジュニアセット・指導書』すずき出版　1977
- 『子どもは「あした」が好き』東京書籍、1978
- 『育てる ことばと文字』すずき出版　1978
- 『ことばと文字で遊ぼう こうすれば子どものことばが育つ』小学館　1981　幼児と保育文庫
- 『満点ママ しつけの禁句とやる気の名句』旺文社　1985
- 『言語と教育』放送大学　1987
- 『ことばからの幼児教育』フレーベル館　1992
- 『お言葉ですが… 平成コトバの誤用・迷句を診断する!』広済堂出版　1994
- 『はじめてみよう!幼児のことば遊び 指導の手引き』鈴木出版　2004　美しい日本語を育てるシリーズ
- 『ああ、我が想い幼児教育 年頭講演選集』鈴木出版　2008
- 『子どもからの保育・教育へ 「有価性への想い」を検証する』鈴木出版　2012

### 共編著
- 『国語科の治療的指導』阪本一郎,安藤新太郎共編　学芸図書　1958　教科の治療指導講座
- 『子どもの思考とことば』林四郎共著　明治図書出版　1958
- 『シリーズ教科の論理と心理』波多野完治共編　明治図書出版　1968
- 『幼児言語教育法』岩淵悦太郎共編　東京書籍　1971
- 『領域言語の指導』編著　ひかりのくに　1974　保育内容研究シリーズ
- 『幼児の用語 用例集』岩淵悦太郎共編　日本放送出版協会　1976
- 『文字遊びの指導』編著　鈴木出版　1985
- 『ことばからの育ち』編　フレーベル館　1990
- 『ことばからの育ち 言葉』編著　フレーベル館　1991　保育内容・実践と研修シリーズ
- 『日本人物話題事典』渡辺富美雄,加部佐助共編著　ぎょうせい　1997
- 『新・絵カードで遊ぼう 名詞・動詞・形容詞で遊べる!』斎藤二三子,小谷隆真共著 関口準共監修　鈴木出版　2001　ことば遊びアイデア集